# Хаггинс, Колин
Ко́лин Ха́ггинс (англ. Colin Huggins; род. 6 января 1978, Декейтер, штат Джорджия, США) — американский классический пианист и уличный музыкант, исполняющий музыку на мини-рояле.

## Биография
Хаггинс родился в городке Дикейтор, штат Джорджия. В раннем возрасте он начал играть на гитаре, затем с 1994 по 1998 годы учился игре на рояле, но бросил учёбу и зарабатывал на жизнь на различных временных работах. В 2003 году переехал в Нью-Йорк и в течение четырёх лет работал аккомпаниатором для балетной труппы Балета Джоффри. С 2007 года выступает в качестве уличного музыканта. Он привозил своё пианино в парки Фатер-Демо-cквер или Юнион-сквер на Манхеттене и играл там до тех пор, пока местные жители не стали жаловаться в полицию на огромные толпы слушателей, привлекаемых игрой Хаггинса. Вслед за тем стал выступать в Нью-Йоркском метрополитене — в этом качестве он предстал в телесериале Луи — и в Вашингтон-Сквер-парке по два — три дня в неделю, иногда до двенадцати часов в день. В то время Нью-Йоркский департамент парков и отдыха штрафовал музыкантов за игру вблизи памятников и парковых скамеек, поэтому Хаггинс был оштрафован в 2011 году на сумму 6000 долларов (впоследствии эта практика была отменена). Благодаря краудфандингу была собрана сумма, необходимая для оплаты штрафа, а на оставшиеся деньги Хаггинс приобрёл мини-рояль, ставший с тех пор его повседневным инструментом.

## Источник
- «Washington Square Park’s piano man» by Michelle Miller, CBS, March 16, 2013